# Malafemmina
Il termine malafemmina, o meglio - stando al Dizionario Napoletano - malafémmena (mala'femmənə), prende la definizione di donna volubile in amore. 
Non sono da escludere le definizioni di donna di malaffare, donna che fa soffrire, affascinante ed irraggiungibile, indifferente (quasi ai limiti del sadismo) alle pene d'amore che fa passare al "malcapitato" che se ne innamora, donna cattiva, in quanto il termine, come molti altri termini, nella lingua napoletana assume vari significati a seconda della discussione nella quale viene utilizzato.

## Teatro
Il termine, benché a torto usato come un insulto dalla gente comune, è divenuto di buona notorietà nel Novecento con la diffusione delle opere di teatro popolare partenopeo, fra le quali la "sceneggiata napoletana", nelle quali veniva attribuito ad adultere o prostitute, ma anche a ballerine, canzonettiste (o "sciantose") che intendessero frequentare giovanotti di buona famiglia. Il classico trio dei personaggio della sceneggiata stessa, infatti, prevedeva "isso", ovvero il "lui", il ragazzo di buona famiglia sedotto dalla "essa", cioè la "lei", la donna di facili costumi e "'o malamente", ovvero il guappo del quartiere che riveste un ruolo nella triade.

## Cinema
Il termine fu condotto all'attenzione generale poiché inserito nel titolo di un dei più famosi film di Totò e Peppino De Filippo: "Totò, Peppino e la... malafemmina", nel quale questo ruolo era affidato a Dorian Gray.
Malafemmena è anche il titolo di un film del 1957 diretto da Armando Fizzarotti, con Maria Fiore.

## Musica
Malafemmena è anche il titolo di una celebre canzone del 1951, composta da Totò e resa nota in breve tempo grazie a numerose interpretazioni di diversi cantanti, che ne hanno fatto un vero e proprio standard del repertorio partenopeo. Lo stesso citato film con Totò e De Filippo trae spunto dalla canzone, che in esso è eseguita dal protagonista Teddy Reno. Grazie al contributo di quest'opera il significato del termine si è addolcito, perdendo la connotazione di insulto. La malafemmina si può così riconoscere nel tipico stereotipo di donna irraggiungibile, inarrivabile e intoccabile: una donna che provoca del male inconsapevolmente all'uomo disposto a tutto per averla, obiettivo che non troverà mai compimento. Recentemente il termine è stato usato anche dalla cantante Gianna Nannini per il titolo di un suo album discografico, appunto intitolato Malafemmina.